# Copa Venezuela 2016
La Copa Venezuela 2016 fue la 43.ª edición del torneo de copa entre clubes de Venezuela, y en el cual participaron clubes de la Primera División y Segunda División. El torneo fue dirigido por la Federación Venezolana de Fútbol.

## Equipos participantes
| Fase previa                | Fase previa              | Fase previa                  | Fase previa                 |
| -------------------------- | ------------------------ | ---------------------------- | --------------------------- |
| Arroceros de Calabozo (2°) | Atlético Venezuela (1°)  | Titanes FC (2°)              | Estudiantes de Caracas (1°) |
| Estudiantes de Mérida (1°) | Gran Valencia (2°)       | Llaneros de Guanare (1°)     | Monagas Sport Club (1°)     |
| Petare Fútbol Club (1°)    | Policía de Lara (2°)     | Portuguesa FC (1°)           | Potros de Barinas (2°)      |
| Real Frontera SC (2°)      | Ureña SC (1°)            |                              |                             |
| Segunda Fase               |                          |                              |                             |
| UCV FC (2°)                | Deportivo La Guaira (1°) | Margarita FC (2°)            | Deportivo Anzoategui (1°)   |
| Angostura FC (2°)          | Mineros de Guayana (1°)  | Tucanes de Amazonas (2°)     | Caracas FC (1°)             |
| Metropolitanos FC (2°)     | Aragua F. C. (1°)        | Petroleros FC (2°)           | JBL Zulia (1°)              |
| Diamantes FC (2°)          | Trujillanos FC (1°)      | Lala FC (2°)                 | Deportivo Lara (1°)         |
| Atlético Socopó (2°)       | Zamora FC (1°)           | Academia Puerto Cabello (2°) | Deportivo Táchira (1°)      |
| Atlético El Vigía (2°)     | Carabobo FC (1°)         | Atlético Falcón (2°)         | Zulia FC (1°)               |
| Yaracuyanos FC (2°)        |                          |                              |                             |

## Distribución
|                           | Equipos que entran en esta fase |
| ------------------------- | --- |
| Fase Previa (14 equipos)  | - Últimos 8 Posicionados del Torneo Apertura 2016. - 6 equipos del Torneo Apertura 2016 de la Segunda División de Venezuela(que no sean equipos filiales).                                                          |
| Primera Fase (32 equipos) | - 12 equipos de Torneo Apertura 2016. - 13 equipos del Torneo Apertura 2016 de la Segunda División de Venezuela(que no sean equipos filiales). - 7 equipos de la Primera Fase, ganadores de sus respectivas llaves. |

## Fase previa
La Fase Previa se jugó con la participación de 8 Primera División y 6 equipos de Segunda división emparejados en siete llaves, de acuerdo a su proximidad geográfica. Los equipos de Segunda División solo enfrentaron a equipos de Primera División. Los partidos se disputaron la ida el 28 de junio y el de vuelta el 6 de julio.

### Grupo Oriental
| Equipo local           | Resultado | Equipo visitante   | Ida | Vuelta |
| ---------------------- | --------- | ------------------ | --- | ------ |
| Arroceros de Calabozo  | 1-6       | Atlético Venezuela | 0-2 | 1-4    |
| Gran Valencia          | 0-10      | Monagas Sport Club | 0-4 | 0-6    |
| Estudiantes de Caracas | 1-0       | Petare Fútbol Club | 1-0 | 0-0    |

### Grupo Occidental
| Equipo local      | Resultado | Equipo visitante      | Ida | Vuelta |
| ----------------- | --------- | --------------------- | --- | ------ |
| Real Frontera SC  | 3-2       | Ureña SC              | 2-0 | 1-2    |
| Titanes FC        | 1-0       | Estudiantes de Mérida | 0-0 | 1-0    |
| Policía de Lara   | 1-10      | Portuguesa FC         | 1-5 | 0-5    |
| Potros de Barinas | 1-5       | Llaneros de Guanare   | 1-2 | 0-3    |

## Segunda fase
En la segunda fase de la Copa Venezuela participaron 32 equipos de los cuales 12 son provenientes de Torneo Apertura 2016, 13 equipos del Torneo Apertura 2016  de la  Segunda División de Venezuela y los otros 7 equipos son los ganadores provenientes de la fase anterior. Los partidos de ida se disputaron el miércoles 13 de julio y los partidos de vuelta el miércoles 27 de julio.

### Grupo Oriental
| Equipo local        | Resultado | Equipo visitante       | Ida | Vuelta |
| ------------------- | --------- | ---------------------- | --- | ------ |
| UCV FC              | 2-2 (3-1) | Deportivo La Guaira    | 1-1 | 1-1    |
| Margarita FC        | 0-4       | Deportivo Anzoategui   | 0-2 | 0-2    |
| Angostura FC        | 2-5       | Mineros de Guayana     | 2-4 | 0-1    |
| Tucanes de Amazonas | 2-0       | Caracas FC             | 2-0 | 0-0    |
| Metropolitanos FC   | 1-3       | Aragua F. C.           | 1-1 | 0-2    |
| Petroleros FC       | 1-4       | Atlético Venezuela     | 1-2 | 0-2    |
| Diamantes FC        | 1-6       | Monagas Sport Club     | 1-2 | 0-4    |
| Lala FC             | 4-5       | Estudiantes de Caracas | 4-2 | 0-3    |

### Grupo Occidental
| Equipo local            | Resultado | Equipo visitante    | Ida | Vuelta |
| ----------------------- | --------- | ------------------- | --- | ------ |
| Atlético Socopó         | 4-6       | Zamora FC           | 2-2 | 2-4    |
| Real Frontera SC        | 0-4       | Deportivo Táchira   | 0-2 | 0-2    |
| Atlético El Vigía       | 3-1       | Titanes FC          | 3-0 | 0-1    |
| Atlético Falcón         | 1-8       | Zulia FC            | 0-4 | 1-4    |
| Yaracuyanos FC          | 1-0       | Carabobo FC         | 1-0 | 0-0    |
| Academia Puerto Cabello | 0-4       | Deportivo Lara      | 0-0 | 0-4    |
| Trujillanos FC          | 1-2       | JBL Zulia           | 0-1 | 1-1    |
| Portuguesa FC           | 5-3       | Llaneros de Guanare | 2-1 | 3-2    |

## Fase final
La fase final consistió en cuatro rondas eliminatorias a doble partido. El local en la ida se encuentra en la línea de arriba, el local en la vuelta está en la línea de abajo.
Las 4 primeras series corresponden al grupo oriental mientras que las 4 últimas al grupo occidental.
|  | Octavos de final       | Octavos de final       | Octavos de final   |                          |   | Cuartos de final      | Cuartos de final      | Cuartos de final      |  |  | Semifinales                      | Semifinales                      | Semifinales                      |  |  | Final              | Final              | Final              |
|  | 10 al 31 de agosto     | 10 al 31 de agosto     | 10 al 31 de agosto |                          |   | 04 al 7 de septiembre | 04 al 7 de septiembre | 04 al 7 de septiembre |  |  | 21 de septiembre al 5 de octubre | 21 de septiembre al 5 de octubre | 21 de septiembre al 5 de octubre |  |  | 12 y 19 de octubre | 12 y 19 de octubre | 12 y 19 de octubre |
|  |                        |                        |                    |                          |   |                       |                       |                       |  |  |                                  |                                  |                                  |  |  |                    |                    |                    |
|  |                        |                        |                    |                          |   |                       |                       |                       |  |  |                                  |                                  |                                  |  |  |                    |                    |                    |
|  |                        |                        |                    |                          |   |                       |                       |                       |  |  |                                  |                                  |                                  |  |  |                    |                    |                    |
|  | Aragua F. C.           | 1                      | 0                  |                          |   |                       |                       |                       |  |  |                                  |                                  |                                  |  |  |                    |                    |                    |
|  | Aragua F. C.           | 1                      | 0                  |                          |   |                       |                       |                       |  |  |                                  |                                  |                                  |  |  |                    |                    |                    |
|  | Tucanes de Amazonas    | 1                      | 1                  |                          |   |                       |                       |                       |  |  |                                  |                                  |                                  |  |  |                    |                    |                    |
|  | Tucanes de Amazonas    | 1                      | 1                  | Tucanes de Amazonas (v.) | 1 | 1                     |                       |                       |  |  |                                  |                                  |                                  |  |  |                    |                    |                    |
|  |                        |                        |                    |                          | 1 | 1                     |                       |                       |  |  |                                  |                                  |                                  |  |  |                    |                    |                    |
|  |                        | Deportivo Anzoátegui   | 0                  | 2                        |   |                       |                       |                       |  |  |                                  |                                  |                                  |  |  |                    |                    |                    |
|  | Monagas Sport Club     | Deportivo Anzoátegui   | 0                  | 2                        | 2 | 0                     |                       |                       |  |  |                                  |                                  |                                  |  |  |                    |                    |                    |
|  | Monagas Sport Club     |                        |                    |                          | 2 | 0                     |                       |                       |  |  |                                  |                                  |                                  |  |  |                    |                    |                    |
|  | Deportivo Anzoátegui   | 2                      | 1                  |                          |   |                       |                       |                       |  |  |                                  |                                  |                                  |  |  |                    |                    |                    |
|  | Deportivo Anzoátegui   | 2                      | 1                  | Tucanes de Amazonas      | 1 | 0 (2)                 |                       |                       |  |  |                                  |                                  |                                  |  |  |                    |                    |                    |
|  |                        |                        |                    |                          | 1 | 0 (2)                 |                       |                       |  |  |                                  |                                  |                                  |  |  |                    |                    |                    |
|  |                        | Estudiantes de Caracas | 0                  | 1 (4)                    |   |                       |                       |                       |  |  |                                  |                                  |                                  |  |  |                    |                    |                    |
|  | Atlético Venezuela     | Estudiantes de Caracas | 0                  | 1 (4)                    | 2 | 0                     |                       |                       |  |  |                                  |                                  |                                  |  |  |                    |                    |                    |
|  | Atlético Venezuela     |                        |                    |                          | 2 | 0                     |                       |                       |  |  |                                  |                                  |                                  |  |  |                    |                    |                    |
|  | Mineros de Guayana     | 1                      | 0                  |                          |   |                       |                       |                       |  |  |                                  |                                  |                                  |  |  |                    |                    |                    |
|  | Mineros de Guayana     | 1                      | 0                  | Atlético Venezuela       | 0 | 0                     |                       |                       |  |  |                                  |                                  |                                  |  |  |                    |                    |                    |
|  |                        |                        |                    |                          | 0 | 0                     |                       |                       |  |  |                                  |                                  |                                  |  |  |                    |                    |                    |
|  |                        | Estudiantes de Caracas | 1                  | 0                        |   |                       |                       |                       |  |  |                                  |                                  |                                  |  |  |                    |                    |                    |
|  | Estudiantes de Caracas | Estudiantes de Caracas | 1                  | 0                        | 2 | 3                     |                       |                       |  |  |                                  |                                  |                                  |  |  |                    |                    |                    |
|  | Estudiantes de Caracas |                        |                    |                          | 2 | 3                     |                       |                       |  |  |                                  |                                  |                                  |  |  |                    |                    |                    |
|  | UCV FC                 | 2                      | 2                  |                          |   |                       |                       |                       |  |  |                                  |                                  |                                  |  |  |                    |                    |                    |
|  | UCV FC                 | 2                      | 2                  | Estudiantes de Caracas   | 0 | 0                     |                       |                       |  |  |                                  |                                  |                                  |  |  |                    |                    |                    |
|  |                        |                        |                    |                          | 0 | 0                     |                       |                       |  |  |                                  |                                  |                                  |  |  |                    |                    |                    |
|  |                        | Zulia FC               | 0                  | 2                        |   |                       |                       |                       |  |  |                                  |                                  |                                  |  |  |                    |                    |                    |
|  | Yaracuyanos FC         | Zulia FC               | 0                  | 2                        | 2 | 0                     |                       |                       |  |  |                                  |                                  |                                  |  |  |                    |                    |                    |
|  | Yaracuyanos FC         |                        |                    |                          | 2 | 0                     |                       |                       |  |  |                                  |                                  |                                  |  |  |                    |                    |                    |
|  | Zulia FC               | 1                      | 5                  |                          |   |                       |                       |                       |  |  |                                  |                                  |                                  |  |  |                    |                    |                    |
|  | Zulia FC               | 1                      | 5                  | Zulia FC (v.)            | 1 | 2                     |                       |                       |  |  |                                  |                                  |                                  |  |  |                    |                    |                    |
|  |                        |                        |                    |                          | 1 | 2                     |                       |                       |  |  |                                  |                                  |                                  |  |  |                    |                    |                    |
|  |                        | Deportivo Táchira      | 0                  | 3                        |   |                       |                       |                       |  |  |                                  |                                  |                                  |  |  |                    |                    |                    |
|  | JBL Zulia              | Deportivo Táchira      | 0                  | 3                        | 1 | 0                     |                       |                       |  |  |                                  |                                  |                                  |  |  |                    |                    |                    |
|  | JBL Zulia              |                        |                    |                          | 1 | 0                     |                       |                       |  |  |                                  |                                  |                                  |  |  |                    |                    |                    |
|  | Deportivo Táchira      | 3                      | 1                  |                          |   |                       |                       |                       |  |  |                                  |                                  |                                  |  |  |                    |                    |                    |
|  | Deportivo Táchira      | 3                      | 1                  | Zulia FC (v.)            | 0 | 2                     |                       |                       |  |  |                                  |                                  |                                  |  |  |                    |                    |                    |
|  |                        |                        |                    |                          | 0 | 2                     |                       |                       |  |  |                                  |                                  |                                  |  |  |                    |                    |                    |
|  |                        | Deportivo Lara         | 0                  | 2                        |   |                       |                       |                       |  |  |                                  |                                  |                                  |  |  |                    |                    |                    |
|  | Deportivo Lara         | Deportivo Lara         | 0                  | 2                        | 1 | 2                     |                       |                       |  |  |                                  |                                  |                                  |  |  |                    |                    |                    |
|  | Deportivo Lara         |                        |                    |                          | 1 | 2                     |                       |                       |  |  |                                  |                                  |                                  |  |  |                    |                    |                    |
|  | Atlético El Vigía      | 1                      | 1                  |                          |   |                       |                       |                       |  |  |                                  |                                  |                                  |  |  |                    |                    |                    |
|  | Atlético El Vigía      | 1                      | 1                  | Deportivo Lara           | 0 | 2                     |                       |                       |  |  |                                  |                                  |                                  |  |  |                    |                    |                    |
|  |                        |                        |                    |                          | 0 | 2                     |                       |                       |  |  |                                  |                                  |                                  |  |  |                    |                    |                    |
|  |                        | Zamora FC              | 0                  | 1                        |   |                       |                       |                       |  |  |                                  |                                  |                                  |  |  |                    |                    |                    |
|  | Portuguesa FC          | Zamora FC              | 0                  | 1                        | 0 | 0                     |                       |                       |  |  |                                  |                                  |                                  |  |  |                    |                    |                    |
|  | Portuguesa FC          |                        |                    |                          | 0 | 0                     |                       |                       |  |  |                                  |                                  |                                  |  |  |                    |                    |                    |
|  | Zamora FC              | 1                      | 0                  |                          |   |                       |                       |                       |  |  |                                  |                                  |                                  |  |  |                    |                    |                    |

### Octavos de final

#### UCV F.C.-Estudiantes de Caracas
| 10 de agosto de 2016, 15:30 | Estudiantes de Caracas                  | 2:2 (1:1) | UCV F.C.                                 | Estadio Brígido Iriarte, Caracas                            |                                                             |
|                             | - Juan García 35' - Víctor Sifontes 72' |           | - 33' Kleudes García - 87' Mijail Aviles | Asistencia: 1.966 espectadores Árbitro(s): Jonathan Sánchez | Asistencia: 1.966 espectadores Árbitro(s): Jonathan Sánchez |

| 24 de agosto de 2016, 15:30 | UCV F.C.                                          | 2:3 (1:2) (Global 4:5) | Estudiantes de Caracas                                     | Estadio Brígido Iriarte, Caracas                        |                                                         |
|                             | - Cristiano Banguer 14' - Christopher Rosales 87' |                        | - 28' Juan García - 41' Adriano duarte - 59' Winston Ángel | Asistencia: 237 espectadores Árbitro(s): Anderson Tovar | Asistencia: 237 espectadores Árbitro(s): Anderson Tovar |

#### Monagas S.C.-Deportivo Anzoátegui
| 24 de agosto de 2016, 16:00 | Monagas S.C.               | 2:2 (2:2) | Deportivo Anzoátegui                      | Estadio Monumental de Maturín, Maturín                     |                                                            |
|                             | - Rentería 14' - Trejo 40' |           | - 21' David Centeno - 24' Jholvis Acevedo | Asistencia: 1.285 espectadores Árbitro(s): Francisco López | Asistencia: 1.285 espectadores Árbitro(s): Francisco López |

| 31 de agosto de 2016, 16:00 | Deportivo Anzoátegui | 1:0 (0:0) (Global 3:2) | Monagas S.C. | José Antonio Anzoátegui, Puerto La Cruz                    |                                                            |
|                             | - Néstor Canelón 89' |                        |              | Asistencia: 2.800 espectadores Árbitro(s): Francisco López | Asistencia: 2.800 espectadores Árbitro(s): Francisco López |

#### Atlético Venezuela C.F.-Mineros de Guayana
| 11 de agosto de 2016, 16:00 | Atlético Venezuela C.F.              | 2:1 (1:0) | Mineros de Guayana     | Estadio Brígido Iriarte, Caracas                            |                                                             |
|                             | - Jairo Otero 45' - Joel Infante 69' |           | - 87' Ernesto Sinclair | Asistencia: 357 espectadores Árbitro(s): Juan Carlos Cabeza | Asistencia: 357 espectadores Árbitro(s): Juan Carlos Cabeza |

| 24 de agosto de 2016, 16:00 | Mineros de Guayana | 0:0 (Global 1:2) | Atlético Venezuela C.F. | CTE Cachamay, Ciudad Guayana                        |  |
|                             |                    |                  |                         | Asistencia: 951 espectadores Árbitro(s): Randy Lugo |  |

#### Aragua F.C.-Tucanes de Amazonas
| 10 de agosto de 2016, 15:30 | Aragua F.C.        | 1:1 (1:0) | Tucanes de Amazonas | Estadio Giuseppe Antonelli, Maracay                        |                                                            |
|                             | - Wilber Bravo 44' |           | - 60' Elicer Mina   | Asistencia: 1.212 espectadores Árbitro(s): Leonardo Caripa | Asistencia: 1.212 espectadores Árbitro(s): Leonardo Caripa |

| 24 de agosto de 2016, 16:00 | Tucanes de Amazonas   | 1:0 (0:0) (Global 2:1) | Aragua F.C. | Estadio Antonio José de Sucre, Puerto Ayacucho             |                                                            |
|                             | - Jockdiel Aponte 60' |                        |             | Asistencia: 1.027 espectadores Árbitro(s): Yibert Bermúdez | Asistencia: 1.027 espectadores Árbitro(s): Yibert Bermúdez |

#### Portuguesa F.C.-Zamora F.C.
| 28 de agosto de 2016, 16:00 | Portuguesa F.C. | 0:1 (0:0) | Zamora F.C.          | Estadio José Antonio Paéz, Acarigua                      |                                                          |
|                             |                 |           | - 62' Richard Blanco | Asistencia: 2.774 espectadores Árbitro(s): Ángel Arteaga | Asistencia: 2.774 espectadores Árbitro(s): Ángel Arteaga |

| 31 de agosto de 2016, 19:30 | Zamora F.C. | 0:0 (Global 1:0) | Portuguesa F.C. | Estadio Agustín Tovar, Barinas                            |  |
|                             |             |                  |                 | Asistencia: 2.215 espectadores Árbitro(s): Alexis Herrera |  |

#### Deportivo JBL-Deportivo Táchira
| 10 de agosto de 2016 15:30, | Deportivo JBL         | 1:3 (0:1) | Deportivo Táchira                       | José Encarnación Romero, Maracaibo                  |                                                     |
|                             | - Giovanny Ibarra 54' |           | - 10' Juan Azócar - 69' 74' Edgar Greco | Asistencia: 865 espectadores Árbitro(s): Jean Gómez | Asistencia: 865 espectadores Árbitro(s): Jean Gómez |

| 24 de agosto de 2016, 15:00 | Deportivo Táchira         | 1:0 (0:0) (Global 4:1) | Deportivo JBL | Polideportivo de Pueblo Nuevo, San Cristóbal               |                                                            |
|                             | - Giancarlo Maldonado 89' |                        |               | Asistencia: 1.882 espectadores Árbitro(s): Randy Torrealba | Asistencia: 1.882 espectadores Árbitro(s): Randy Torrealba |

#### Deportivo Lara-Atlético El Vigía
| 18 de agosto de 2016, 16:00 | Deportivo Lara         | 1:1 (0:1) | Atlético El Vigía    | Estadio Metropolitano de Cabudare, Cabudare              |                                                          |
|                             | - Yeferson Velasco 61' |           | - 23' Armando Araque | Asistencia: 272 espectadores Árbitro(s): Randy Torrealba | Asistencia: 272 espectadores Árbitro(s): Randy Torrealba |

| 24 de agosto de 2016, 16:00 | Atlético El Vigía    | 1:2 (0:1) (Global 2:3) | Deportivo Lara                            | Estadio Ramón Hernández, El Vigía                        |                                                          |
|                             | - Armando Araque 56' |                        | - 10' Jesús Hernández - 82' Jorge Yriarte | Asistencia: 2.154 espectadores Árbitro(s): Kevin Sánchez | Asistencia: 2.154 espectadores Árbitro(s): Kevin Sánchez |

#### Yaracuyanos F.C.-Zulia F.C.
| 10 de agosto de 2016 16:00, | Yaracuyanos F.C.                         | 2:1 (1:1) | Zulia F.C.           | Florentino Oropeza, San Felipe                             |                                                            |
|                             | - Luis Graterol 37' - Duvan Mosquera 57' |           | - 11' Jesús González | Asistencia: 250 espectadores Árbitro(s): Elbis Monasterios | Asistencia: 250 espectadores Árbitro(s): Elbis Monasterios |

| 24 de agosto de 2016, 16:00 | Zulia F.C.                                                                                 | 5:0 (3:0) (Global 6:2) | Yaracuyanos F.C. | José Encarnación Romero, Maracaibo                       |                                                          |
|                             | - Jefferson Savarino 27' 31' - Sergio Unrein 44' - Jesús González 54' - Andrés Montero 62' |                        |                  | Asistencia: 1.570 espectadores Árbitro(s): José Marquina | Asistencia: 1.570 espectadores Árbitro(s): José Marquina |

### Cuartos de final

#### Zamora F.C.-Deportivo Lara
| 4 de septiembre de 2016, 17:00 | Deportivo Lara | 0:0     | Zamora F.C. | Metropolitano de Cabudare, Cabudare                   |                                                       |
|                                |                | Reporte |             | Asistencia: 1.222 espectadores Árbitro(s): Jean Gómez | Asistencia: 1.222 espectadores Árbitro(s): Jean Gómez |

| 7 de septiembre de 2016, 19:30 | Zamora F.C.      | 1:2 (0:0) (Global 1:2) | Deportivo Lara           | Agustín Tovar, Barinas                                 |                                                        |
|                                | Edwin Peraza 77' | Reporte                | 80' 90+2' Matías Manzano | Asistencia: 1.944 espectadores Árbitro(s): José Argote | Asistencia: 1.944 espectadores Árbitro(s): José Argote |

#### Deportivo Anzoátegui-Tucanes de Amazonas
| 4 de septiembre de 2016, 15:00 | Tucanes de Amazonas | 1:0 (0:0) | Deportivo Anzoátegui | Antonio José de Sucre, Puerto Ayacucho                    |                                                           |
|                                | Walter Aguilar 66'  | Reporte   |                      | Asistencia: 707 espectadores Árbitro(s): Marlon Escalante | Asistencia: 707 espectadores Árbitro(s): Marlon Escalante |

| 7 de septiembre de 2016, 19:00 | Deportivo Anzoátegui                  | 2:1 (1:0) (Global 2:2) | Tucanes de Amazonas | José Antonio Anzoátegui, Puerto La Cruz                   |                                                           |
|                                | Charlis Ortíz 24' · Gustavo Pérez 61' |                        | 82' Diego Vidal     | Asistencia: 1.151 espectadores Árbitro(s): Adrián Cabello | Asistencia: 1.151 espectadores Árbitro(s): Adrián Cabello |

#### Estudiantes de Caracas-Atlético Venezuela C.F.
| 4 de septiembre de 2016, 16:00 | Atlético Venezuela C.F. | 0:1 (0:0) | Estudiantes de Caracas | Estadio Brígido Iriarte, Caracas                   |                                                    |
|                                |                         | Reporte   | 50' Juan García        | Asistencia: 483 espectadores Árbitro(s): José Soto | Asistencia: 483 espectadores Árbitro(s): José Soto |

| 7 de septiembre de 2016, 15:30 | Estudiantes de Caracas | 0:0 (Global 1:0) | Atlético Venezuela C.F. | Estadio Brígido Iriarte, Caracas                        |                                                         |
|                                |                        | Reporte          |                         | Asistencia: 1.371 espectadores Árbitro(s): Mayker Gómez | Asistencia: 1.371 espectadores Árbitro(s): Mayker Gómez |

#### Deportivo Táchira-Zulia F.C.
| 4 de septiembre de 2016, 15:30 | Zulia F.C.        | 1:0 (1:0) | Deportivo Táchira | José Encarnación "Pachencho" Romero, Maracaibo           |                                                          |
|                                | Júnior Moreno 28' | Reporte   |                   | Asistencia: 2.222 espectadores Árbitro(s): Ángel Arteaga | Asistencia: 2.222 espectadores Árbitro(s): Ángel Arteaga |

| 7 de septiembre de 2016, 19:30 | Deportivo Táchira                                        | 3:2 (1:1) (Global 3:3) | Zulia F.C.                         | Polideportivo de Pueblo Nuevo, San Cristóbal            |                                                         |
|                                | - Araguainamo 12' - Sergio Herrera 62' - Jan Hurtado 69' | Reporte                | - 26' Unrein - 87' Albert Zambrano | Asistencia: 2.714 espectadores Árbitro(s): Ramón Ortega | Asistencia: 2.714 espectadores Árbitro(s): Ramón Ortega |

### Semifinal

#### Estudiantes de Caracas-Tucanes de Amazonas
| 21 de septiembre de 2016, 15:30 | Tucanes de Amazonas | 1:0 (1:0) | Estudiantes de Caracas | Estadio Antonio José de Sucre, Puerto Ayacucho         |                                                        |
|                                 | Kirbin Ojeda 19'    |           |                        | Asistencia: 1.465 espectadores Árbitro(s): Carlos Diez | Asistencia: 1.465 espectadores Árbitro(s): Carlos Diez |

| 5 de octubre de 2016, 15:30 | Estudiantes de Caracas | 1:0 (1:0, 0:0) (t. s.)(4:2 p.)(Global 1:1) | Tucanes de Amazonas | Olímpico de la UCV, Caracas                              |                                                          |
|                             | - Luis Ramírez 44'     |                                            |                     | Asistencia: 1.982 espectadores Árbitro(s): Ángel Arteaga | Asistencia: 1.982 espectadores Árbitro(s): Ángel Arteaga |

#### Deportivo Lara-Zulia F.C.
| 21 de septiembre de 2016, 16:00 | Zulia F.C. | 0:0 | Deportivo Lara | Estadio José Encarnación Romero, Maracaibo                 |  |
|                                 |            |     |                | Asistencia: 10.583 espectadores Árbitro(s): Alexis Herrera |  |

| 5 de octubre de 2016, | Deportivo Lara                       | 2:2 (1:2) (Global 2:2) | Zulia F.C.                         | Estadio Metropolitano de Cabudare, Cabudare              |                                                          |
|                       | Darwin Gómez 19' · Ely Valderrey 81' |                        | 17' Giovanny Romero · 30' Luis Páz | Asistencia: 13.028 espectadores Árbitro(s): Ramón Ortega | Asistencia: 13.028 espectadores Árbitro(s): Ramón Ortega |

### Final
Estudiantes de Caracas vs. Zulia F.C.

### Ida
| 1     | Guardameta     | Diego Valdez    |     |
| 6     | Defensa        | Pedro Lugo      |     |
|       | Defensa        | Carlos Salazar  |     |
|       | Defensa        | Marco Pereira   |     |
|       | Defensa        | Victor Sifontes | 77' |
| 23    | Centrocampista | Winston Angel   |     |
|       | Centrocampista | Alberto Cabello |     |
|       | Centrocampista | Federico Russo  | 85' |
| 3     | Centrocampista | Jose Yeguez     |     |
| 10    | Centrocampista | Luis Ramírez    | 69' |
| 9     | Delantero      | Juan García     |     |
| D. T. | D. T.          | Daniel Lanata   |     |

| 1     | Guardameta     | Edixson Gonzales   |     |
| 14    | Defensa        | Kerwis Chirinos    |     |
| 4     | Defensa        | Henry Plazas       |     |
| 19    | Defensa        | Giovanny Romero    |     |
| 6     | Defensa        | Sandro Notaroberto |     |
| 5     | Centrocampista | Henry Palomino     |     |
| 8     | Centrocampista | Junior Moreno      |     |
| 10    | Centrocampista | Jefferson Savarino | 85' |
|       | Centrocampista | Brayan Palmezano   |     |
| 16    | Delantero      | Jesús González     | 92' |
| 20    | Delantero      | Sergio Unrein      | 69' |
| D. T. | D. T.          | Cesar Marcano      |     |

| 17 | Delantero      | Adriano Duarte | 69' |
|    | Defensa        | Jhon Chacón    | 77' |
|    | Centrocampista | Sebastián Vera | 85' |

| 18 | Centrocampista | Luciano Guaycochea | 69' |
| 25 | Centrocampista | Albert Zambrano    | 85' |
| 7  | Delantero      | Luis Paz           | 92' |

| 66' · 81' | Alberto Cabello Federico Russo |

| Amonestado | [[]] |

| Otorgado · Expulsado | [[]] |

| Principal  | Francisco López |
| Asistentes | Tulio Moreno    |
|            | Elbis Gómez     |
| Cuarto     | Juan Cabeza     |

| 1     | Guardameta     | Diego Valdez    |     |
| 6     | Defensa        | Pedro Lugo      |     |
|       | Defensa        | Carlos Salazar  |     |
|       | Defensa        | Marco Pereira   |     |
|       | Defensa        | Victor Sifontes | 77' |
| 23    | Centrocampista | Winston Angel   |     |
|       | Centrocampista | Alberto Cabello |     |
|       | Centrocampista | Federico Russo  | 85' |
| 3     | Centrocampista | Jose Yeguez     |     |
| 10    | Centrocampista | Luis Ramírez    | 69' |
| 9     | Delantero      | Juan García     |     |
| D. T. | D. T.          | Daniel Lanata   |     |

| 1     | Guardameta     | Edixson Gonzales   |     |
| 14    | Defensa        | Kerwis Chirinos    |     |
| 4     | Defensa        | Henry Plazas       |     |
| 19    | Defensa        | Giovanny Romero    |     |
| 6     | Defensa        | Sandro Notaroberto |     |
| 5     | Centrocampista | Henry Palomino     |     |
| 8     | Centrocampista | Junior Moreno      |     |
| 10    | Centrocampista | Jefferson Savarino | 85' |
|       | Centrocampista | Brayan Palmezano   |     |
| 16    | Delantero      | Jesús González     | 92' |
| 20    | Delantero      | Sergio Unrein      | 69' |
| D. T. | D. T.          | Cesar Marcano      |     |

| 17 | Delantero      | Adriano Duarte | 69' |
|    | Defensa        | Jhon Chacón    | 77' |
|    | Centrocampista | Sebastián Vera | 85' |

| 18 | Centrocampista | Luciano Guaycochea | 69' |
| 25 | Centrocampista | Albert Zambrano    | 85' |
| 7  | Delantero      | Luis Paz           | 92' |

| 66' · 81' | Alberto Cabello Federico Russo |

| Amonestado | [[]] |

| Otorgado · Expulsado | [[]] |

| Principal  | Francisco López |
| Asistentes | Tulio Moreno    |
|            | Elbis Gómez     |
| Cuarto     | Juan Cabeza     |

| 1     | Guardameta     | Diego Valdez    |     |
| 6     | Defensa        | Pedro Lugo      |     |
|       | Defensa        | Carlos Salazar  |     |
|       | Defensa        | Marco Pereira   |     |
|       | Defensa        | Victor Sifontes | 77' |
| 23    | Centrocampista | Winston Angel   |     |
|       | Centrocampista | Alberto Cabello |     |
|       | Centrocampista | Federico Russo  | 85' |
| 3     | Centrocampista | Jose Yeguez     |     |
| 10    | Centrocampista | Luis Ramírez    | 69' |
| 9     | Delantero      | Juan García     |     |
| D. T. | D. T.          | Daniel Lanata   |     |

| 1     | Guardameta     | Edixson Gonzales   |     |
| 14    | Defensa        | Kerwis Chirinos    |     |
| 4     | Defensa        | Henry Plazas       |     |
| 19    | Defensa        | Giovanny Romero    |     |
| 6     | Defensa        | Sandro Notaroberto |     |
| 5     | Centrocampista | Henry Palomino     |     |
| 8     | Centrocampista | Junior Moreno      |     |
| 10    | Centrocampista | Jefferson Savarino | 85' |
|       | Centrocampista | Brayan Palmezano   |     |
| 16    | Delantero      | Jesús González     | 92' |
| 20    | Delantero      | Sergio Unrein      | 69' |
| D. T. | D. T.          | Cesar Marcano      |     |

| 17 | Delantero      | Adriano Duarte | 69' |
|    | Defensa        | Jhon Chacón    | 77' |
|    | Centrocampista | Sebastián Vera | 85' |

| 18 | Centrocampista | Luciano Guaycochea | 69' |
| 25 | Centrocampista | Albert Zambrano    | 85' |
| 7  | Delantero      | Luis Paz           | 92' |

| 66' · 81' | Alberto Cabello Federico Russo |

| Amonestado | [[]] |

| Otorgado · Expulsado | [[]] |

| Principal  | Francisco López |
| Asistentes | Tulio Moreno    |
|            | Elbis Gómez     |
| Cuarto     | Juan Cabeza     |

| 1     | Guardameta     | Diego Valdez    |     |
| 6     | Defensa        | Pedro Lugo      |     |
|       | Defensa        | Carlos Salazar  |     |
|       | Defensa        | Marco Pereira   |     |
|       | Defensa        | Victor Sifontes | 77' |
| 23    | Centrocampista | Winston Angel   |     |
|       | Centrocampista | Alberto Cabello |     |
|       | Centrocampista | Federico Russo  | 85' |
| 3     | Centrocampista | Jose Yeguez     |     |
| 10    | Centrocampista | Luis Ramírez    | 69' |
| 9     | Delantero      | Juan García     |     |
| D. T. | D. T.          | Daniel Lanata   |     |

| 1     | Guardameta     | Edixson Gonzales   |     |
| 14    | Defensa        | Kerwis Chirinos    |     |
| 4     | Defensa        | Henry Plazas       |     |
| 19    | Defensa        | Giovanny Romero    |     |
| 6     | Defensa        | Sandro Notaroberto |     |
| 5     | Centrocampista | Henry Palomino     |     |
| 8     | Centrocampista | Junior Moreno      |     |
| 10    | Centrocampista | Jefferson Savarino | 85' |
|       | Centrocampista | Brayan Palmezano   |     |
| 16    | Delantero      | Jesús González     | 92' |
| 20    | Delantero      | Sergio Unrein      | 69' |
| D. T. | D. T.          | Cesar Marcano      |     |

| 17 | Delantero      | Adriano Duarte | 69' |
|    | Defensa        | Jhon Chacón    | 77' |
|    | Centrocampista | Sebastián Vera | 85' |

| 18 | Centrocampista | Luciano Guaycochea | 69' |
| 25 | Centrocampista | Albert Zambrano    | 85' |
| 7  | Delantero      | Luis Paz           | 92' |

| 66' · 81' | Alberto Cabello Federico Russo |

| Amonestado | [[]] |

| Otorgado · Expulsado | [[]] |

| Principal  | Francisco López |
| Asistentes | Tulio Moreno    |
|            | Elbis Gómez     |
| Cuarto     | Juan Cabeza     |

### Vuelta
| 1     | Guardameta     | [[]] |    |
|       | Defensa        | [[]] |    |
| 24    | Defensa        | [[]] |    |
|       | Defensa        | [[]] |    |
|       | Defensa        | [[]] |    |
|       | Centrocampista | [[]] |    |
|       | Centrocampista | [[]] |    |
|       | Centrocampista | [[]] | 87 |
|       | Centrocampista | [[]] | 82 |
|       | Centrocampista | [[]] | 65 |
|       | Delantero      | [[]] |    |
| D. T. | D. T.          | [[]] |    |

| 1     | Guardameta     | [[]] |                       |
|       | Defensa        | [[]] |                       |
|       | Defensa        | [[]] |                       |
|       | Defensa        | [[]] |                       |
|       | Defensa        | [[]] |                       |
|       | Centrocampista | [[]] |                       |
|       | Centrocampista | [[]] |                       |
|       | Centrocampista | [[]] | Salió a los ' minutos |
|       | Centrocampista | [[]] | Salió a los ' minutos |
|       | Delantero      | [[]] |                       |
|       | Delantero      | [[]] | Salió a los ' minutos |
| D. T. | D. T.          | [[]] |                       |

| 12 | Defensa        | [[]] | Entró a los ' minutos |
|    | Centrocampista | [[]] | Entró a los ' minutos |
|    | Delantero      | [[]] | Entró a los ' minutos |

| 12 | Delantero      | [[]] | Entró a los ' minutos |
|    | Centrocampista | [[]] | Entró a los ' minutos |
|    | Delantero      | [[]] | Entró a los ' minutos |

| Anotado | [[]] |  |

| Anotado | [[]] |  |

| Amonestado | [[]] |

| Amonestado | [[]] |

| Otorgado · Expulsado | [[]] |

| Principal  | Jesús Valenzuela    |
| Asistentes | Luis Sánchez        |
|            | Franchescoly Chacón |
| Cuarto     | Luis Parra          |

| 1     | Guardameta     | [[]] |    |
|       | Defensa        | [[]] |    |
| 24    | Defensa        | [[]] |    |
|       | Defensa        | [[]] |    |
|       | Defensa        | [[]] |    |
|       | Centrocampista | [[]] |    |
|       | Centrocampista | [[]] |    |
|       | Centrocampista | [[]] | 87 |
|       | Centrocampista | [[]] | 82 |
|       | Centrocampista | [[]] | 65 |
|       | Delantero      | [[]] |    |
| D. T. | D. T.          | [[]] |    |

| 1     | Guardameta     | [[]] |                       |
|       | Defensa        | [[]] |                       |
|       | Defensa        | [[]] |                       |
|       | Defensa        | [[]] |                       |
|       | Defensa        | [[]] |                       |
|       | Centrocampista | [[]] |                       |
|       | Centrocampista | [[]] |                       |
|       | Centrocampista | [[]] | Salió a los ' minutos |
|       | Centrocampista | [[]] | Salió a los ' minutos |
|       | Delantero      | [[]] |                       |
|       | Delantero      | [[]] | Salió a los ' minutos |
| D. T. | D. T.          | [[]] |                       |

| 12 | Defensa        | [[]] | Entró a los ' minutos |
|    | Centrocampista | [[]] | Entró a los ' minutos |
|    | Delantero      | [[]] | Entró a los ' minutos |

| 12 | Delantero      | [[]] | Entró a los ' minutos |
|    | Centrocampista | [[]] | Entró a los ' minutos |
|    | Delantero      | [[]] | Entró a los ' minutos |

| Anotado | [[]] |  |

| Anotado | [[]] |  |

| Amonestado | [[]] |

| Amonestado | [[]] |

| Otorgado · Expulsado | [[]] |

| Principal  | Jesús Valenzuela    |
| Asistentes | Luis Sánchez        |
|            | Franchescoly Chacón |
| Cuarto     | Luis Parra          |

| 1     | Guardameta     | [[]] |    |
|       | Defensa        | [[]] |    |
| 24    | Defensa        | [[]] |    |
|       | Defensa        | [[]] |    |
|       | Defensa        | [[]] |    |
|       | Centrocampista | [[]] |    |
|       | Centrocampista | [[]] |    |
|       | Centrocampista | [[]] | 87 |
|       | Centrocampista | [[]] | 82 |
|       | Centrocampista | [[]] | 65 |
|       | Delantero      | [[]] |    |
| D. T. | D. T.          | [[]] |    |

| 1     | Guardameta     | [[]] |                       |
|       | Defensa        | [[]] |                       |
|       | Defensa        | [[]] |                       |
|       | Defensa        | [[]] |                       |
|       | Defensa        | [[]] |                       |
|       | Centrocampista | [[]] |                       |
|       | Centrocampista | [[]] |                       |
|       | Centrocampista | [[]] | Salió a los ' minutos |
|       | Centrocampista | [[]] | Salió a los ' minutos |
|       | Delantero      | [[]] |                       |
|       | Delantero      | [[]] | Salió a los ' minutos |
| D. T. | D. T.          | [[]] |                       |

| 12 | Defensa        | [[]] | Entró a los ' minutos |
|    | Centrocampista | [[]] | Entró a los ' minutos |
|    | Delantero      | [[]] | Entró a los ' minutos |

| 12 | Delantero      | [[]] | Entró a los ' minutos |
|    | Centrocampista | [[]] | Entró a los ' minutos |
|    | Delantero      | [[]] | Entró a los ' minutos |

| Anotado | [[]] |  |

| Anotado | [[]] |  |

| Amonestado | [[]] |

| Amonestado | [[]] |

| Otorgado · Expulsado | [[]] |

| Principal  | Jesús Valenzuela    |
| Asistentes | Luis Sánchez        |
|            | Franchescoly Chacón |
| Cuarto     | Luis Parra          |

| 1     | Guardameta     | [[]] |    |
|       | Defensa        | [[]] |    |
| 24    | Defensa        | [[]] |    |
|       | Defensa        | [[]] |    |
|       | Defensa        | [[]] |    |
|       | Centrocampista | [[]] |    |
|       | Centrocampista | [[]] |    |
|       | Centrocampista | [[]] | 87 |
|       | Centrocampista | [[]] | 82 |
|       | Centrocampista | [[]] | 65 |
|       | Delantero      | [[]] |    |
| D. T. | D. T.          | [[]] |    |

| 1     | Guardameta     | [[]] |                       |
|       | Defensa        | [[]] |                       |
|       | Defensa        | [[]] |                       |
|       | Defensa        | [[]] |                       |
|       | Defensa        | [[]] |                       |
|       | Centrocampista | [[]] |                       |
|       | Centrocampista | [[]] |                       |
|       | Centrocampista | [[]] | Salió a los ' minutos |
|       | Centrocampista | [[]] | Salió a los ' minutos |
|       | Delantero      | [[]] |                       |
|       | Delantero      | [[]] | Salió a los ' minutos |
| D. T. | D. T.          | [[]] |                       |

| 12 | Defensa        | [[]] | Entró a los ' minutos |
|    | Centrocampista | [[]] | Entró a los ' minutos |
|    | Delantero      | [[]] | Entró a los ' minutos |

| 12 | Delantero      | [[]] | Entró a los ' minutos |
|    | Centrocampista | [[]] | Entró a los ' minutos |
|    | Delantero      | [[]] | Entró a los ' minutos |

| Anotado | [[]] |  |

| Anotado | [[]] |  |

| Amonestado | [[]] |

| Amonestado | [[]] |

| Otorgado · Expulsado | [[]] |

| Principal  | Jesús Valenzuela    |
| Asistentes | Luis Sánchez        |
|            | Franchescoly Chacón |
| Cuarto     | Luis Parra          |

| Campeón                                     |
| Zulia FC Clasifica a Copa Sudamericana 2017 |

## Tabla de Goleadores
| DEL                                            | Sergio Unrein  | Zulia FC                          | 6 |
| MED                                            | Raúl Vallona   | Portuguesa FC                     | 5 |
| DEL                                            | Juan García    | Estudiantes de Caracas Sport Club | 5 |
| DEL                                            | Richard Blanco | Zamora FC                         | 5 |
| DEL                                            | Luis Annese    | Monagas SC                        | 4 |
| Última actualización: 8 de septiembre de 2016. |                |                                   |   |